# Bataille de Bhamo
Premières invasions mongoles en Birmanie
Batailles
Bataille de Ngasaunggyan • Bataille de Bhamo • Bataille de Pagan
La bataille de Bhamo mit aux prises en 1283 une armée mongole de la dynastie Yuan et les birmans du Royaume de Pagan dans le nord de la Birmanie. C'est la première incursion des mongols en territoire birman, après leur victoire dans le Yunnan six ans auparavant (bataille de Ngasaunggyan). Elle avait pour objectif d'obtenir la soumission du roi Narathihapati.
Leurs forces, commandées par le prince mongol du Sichuan Sangudar, comptaient environ 10 000 hommes, avec des auxiliaires Miao. Elles attaquèrent Bhamo et défirent l'armée birmane. Narathihapati prit la fuite et cette seconde défaite ruina complètement sa réputation.
Les mongols établirent des garnisons dans le nord de la Birmanie, sans poursuivre immédiatement leur invasion. Celle-ci ne reprit qu'en 1287, marquée par la chute du royaume à la bataille de Pagan.